# Славное (Марьинский район)
Славное (укр. Славне) — посёлок в Марьинском районе Донецкой области Украины.

## География
Посёлок располагается на автотрассе между Оленовкой и Новомихайловкой. К востоку от посёлка проходит линия разграничения сил в Донбассе (см. Второе минское соглашение).

## Население
Население по переписи 2001 года составляло 237 человек.

## Общие сведения
Почтовый индекс — 85662. Телефонный код — 6278. Код КОАТУУ — 1423384504.

#### Местный совет
85662, Донецкая область, Марьинский район, село Луганськое, улица Совхозная, 24. Телефон: 94-3-22 (укр.)